# Coniopteryx exigua
Coniopteryx exigua là một loài côn trùng trong họ Coniopterygidae thuộc bộ Neuroptera. Loài này được Withycombe miêu tả năm 1925.